# UKW (Band)
UKW war eine Band der Neuen Deutschen Welle (NDW).

## Geschichte
Peter Hubert studierte in Berlin auf der HDK Kontrabass. Er fiel 1979 als Mitglied der Band Mighty Little and the Earthshakers erstmals musikalisch auf. Ende 1979 gründete er mit Andreas Schwarz-Ruszczynski und Andreas Koch die Band UKW. Bassisten und Schlagzeuger wechselten mehrmals, erst im Februar 1981 wurde mit Peer Gerlach und Thomas Schütze die endgültige Besetzung gefunden. UKW gewannen 1981 mit 9 weiteren Bands den Berliner Senatsrockwettbewerb unter 280 angetretenen Nachwuchsgruppen. Als Gewinn durften UKW eine Single (Bleib doch bei mir) produzieren, die im Dezember 1981 erschien. Die Single verkaufte sich gut und UKW begannen Anfang 1982 ihr erstes Album aufzunehmen, nachdem mit der Teldec eine Plattenfirma gefunden wurde. Die LP hieß Ultrakurzwelle.
Sommersprossen wurde als erste Single ausgekoppelt und prompt ein Hit. Es folgten zahlreiche Fernsehauftritte (zum Beispiel ZDF-Hitparade Platz 1 im Juli 1982 und Bio’s Bahnhof), das ZDF sendete im Rahmen einer Rockpop in Concert-Sendung einen Livemitschnitt von UKW. Auch die Nachfolgesingle Ich will wurde ein Hit (im Dezember 1982 Platz 2 in der ZDF-Hitparade), UKW avancierten bei den Fans zu einer der beliebtesten Bands der Neuen Deutschen Welle. UKW gewannen den Goldenen NDW-Sonder-Otto 1982 der BRAVO.
Anfang 1983 spielte die Band ihr zweites Album Alles klar ein. Es war wesentlich aufwändiger produziert als Ultrakurzwelle. Im April 1983 erschien das Album, zuvor gab es schon mit Hey Matrosen  (in der ZDF-Hitparade Juli 1983 auf Platz 3) einen Vorgeschmack auf die LP. Nach Veröffentlichung von Alles klar ging die Band auf eine einmonatige Deutschland-Tournee. Im Sommer 1983 verließ Peer Gerlach UKW. Es wurde zwar ein Nachfolger für ihn gefunden, nach einem Auftritt auf der Berliner Funkausstellung im September 1983 verkündeten UKW aber ihre Auflösung.
Peter Hubert strebte eine Solokarriere an und veröffentlichte eine Single (Jetzt oder nie). Andreas Schwarz-Ruszczynski landete mit der Band The Other Ones 1987 nochmal einen Hit (Holiday) und wirkte 1989 als Studiomusiker für Alphaville auf dem Album The Breathtaking Blue mit. Andreas Koch stieg in die Band von Kim Merz ein.
In den 1990er Jahren war Peter Hubert das einzige Ex-UKW-Mitglied, von dem man noch etwas hörte. Zum einen hielt und hält er die UKW-Songs in Form von NDW-Revival-Konzerten am Leben, zum anderen ist er als Musikverleger tätig und betreute u. a. die Titel des Dancefloor-Projekt Sash!, das weltweit mit ca. 12 Millionen CD-Verkäufen erfolgreich war. Diverse UKW-Titel wurden in den 1990er Jahren nochmal als Techno-Versionen veröffentlicht. Peter Hubert veröffentlichte unter dem Künstlernamen „Huppertz“ 1996 die EP so verliebt, 2004 die Single Deutschland Allergie und 2012 die Single Du bist die Goldreserve.
1996 wurde eine UKW-Best-of-CD nur als Promotion-CD für die Medien veröffentlicht, obwohl sie u. a. zwei kurz vor der Auflösung von UKW aufgenommene und bisher unveröffentlichte Titel (Glaubst du ich warte und Ein Schritt zuviel) enthielt. Auf DA music wurden Mitte der 2000er Jahre beide UKW Alben als Doppel-CD veröffentlicht.

## Diskografie
- 1981: Bleib doch bei mir (7"-Single, Berlin Rock News)
- 1982: Ultrakurzwelle (LP, Telefunken)
- 1982: Sommersprossen (7"/12"-Single, Telefunken)
- 1982: Tanzen geh’n (Promo-Flexi-7", Telefunken)
- 1982: Ich will! (7"/12"-Single, Telefunken)
- 1983: Hey Matrosen (7"/12"-Single, Teldec)
- 1983: Alles klar (LP, Teldec)
- 1996: UKW – Das Beste (Promo-CD, Pudel)